# The Wombats
The Wombats är ett brittiskt indierockband, bildat 2003 i Liverpool, England. Bandet har tre medlemmar; Matthew Murphy (sång och gitarr), Dan Haggis (trummor) och Tord Øverland-Knudsen (basgitarr). Tord är från Norge, men har sitt hem i Liverpool. De tre bandmedlemmarna träffades på en skola Liverpool, Institute for Performing Arts.
En av de första spelningarna de hade utanför Storbritannien var i Kina där de fick chansen (tack vare skolan) att spela för över 20 000 människor.
Deras första singel släpptes i slutet av 2006 och heter "Lost in the Post"/"Party in a Forest (Where's Laura)".

## Diskografi
Studioalbum
- 2007 – The Wombats Proudly Present: A Guide to Love, Loss & Desperation
- 2011 – The Wombats Proudly Present: This Modern Glitch
- 2015 – Glitterbug
- 2018 – Beautiful People Will Ruin Your Life

Livealbum
- 2008 – Live In The UK - 27th April 2008 / UEA, Norwich
- 2008 – Live In The UK - 3rd May 2008 / Brixton Academy, London
- 2008 – Live In The UK - 30th May 2008 / St. George's Hall, Liverpool
- 2008 – Live In The UK - 23rd May 2008 / Royal Albert Hall, London

EPs
- 2006 – Girls, Boys and Marsupials
- 2007 – The Wombats Go Pop! Pop! Pop!
- 2007 – The Wombats EP
- 2011 – The Wombats Proudly Present: This Acoustic Glitch
- 2011 – Our Perfect Disease EP

Singlar (topp 40 på UK Singles Chart)
- 2006 – "Moving to New York" (#13)
- 2007 – "Backfire at the Disco" (#40)
- 2007 – "Kill the Director" (#35)
- 2007 – "Let's Dance to Joy Division" (#15)
- 2010 – "Tokyo (Vampires & Wolves)" (#23)
- 2011 – "Jump into the Fog" (#35)